# Ото Хардер
Ото Фриц Хардер (на немски: Otto Fritz Harder) е бивш немски футболист, роден на 25 ноември 1892 г. в Брауншвайг  Германска империя, починал на 4 март 1956 г. в Хамбург. Известен е с дрибльорските си умения.

## Футболна кариера
На 16 години започва да играе за Хоенцолерн Брауншвайг. Там получава прякора си „Тал“, тъй като стилът му напомня силно на централния нападател на Тотнъм Хотспър по онова време, Уолтър Тал. Той е първият чернокож професионален английски футболист, загинал в игра по време на Първата световна война. Една година по-късно преминава в Айнтрахт Брауншвайг. От 1914 играе във ФК Хамбургер 1888, един от трите отбора, които през 1919 се обединяват в Хамбургер ШФ. С отбора на Хамбургер участва в легендарния финален мач за определяне на шампиона на Германия през 1922 срещу Нюрнберг. Той е прекъснат поради падналия мрак при резултат 2:2 след 218 минути игра, а преиграването е прекратено в разрез с правилата от съдията след като Нюрнберг остава със седем играча заради контузии и червени картони. Хамбургер е обявен за шамрион, а по-късно се отказва от титлата. Все пак през 1923 и 1928 Хардер триумфира с шампионската титла, като в мач от сезон 1927/1928 срещу Вандсбек 1910 вкарва 12 гола. През 1930 г. преминава във Виктория Хамбург, а две години по-късно слага край на кариерата си.
За Германия има 15 мача с 14 гола, като в последните пет срещи е капитан и отбелязва 10 гола.

## Като войник
Ото Хардер участва в Първата световна война и дори е награден с орден Железен кръст първа и втора степен.
През 1932 г. става член на НСДАП, а година по-късно се присъединява към щурмовите и отряди на СС, където се издига се до унтерщурмюрер. Бил е надзирател в концлагер Заксенхаузен в Ораниенбург, а от 1939 е в управата на концлагера Нойенгаме в Хамбург. От август 1944 е началник на военния отряд в концлагер Аалем край Хановер. През май 1945 е взет в плен от британски части. В началото бива освободен, но сетне е отново задържан и разследван за военни престъпления. През май 1947 е осъден от британски военен съд на 15 години затвор, а членството му в Хамбургер е временно отнето. От тях излежава само 4 и освободен от затвора малко преди края на декември 1951. 
До края на живота си работи като застрахователен агент. Умира след операция през 1956 година.
Погребан е с почести като легенда на Хамбургер, като на церемонията е ескортиран от юношите на клуба. 

## Успехи

### Като футболист
Айнтрахт (Брауншвайг)
- 1 дивизия окръг Брауншвайг:
  -  Шампион (4): 1909/10, 1910/11, 1911/12, 1912/13
- Северногермански шампионат:
  -  Шампион (1): 1912/13

  Хамбургер
- Майстершале:
  -  Шампион на Германия (3): 1921/22, 1922/23, 1927/28
- Шампионат на Хамбург:
  -  Шампион (9): 1918/19, 1922/23, 1923/24, 1924/25, 1925/26, 1926/27, 1927/28, 1929/30, 1930/31
- Северногермански шампионат:
  -  Шампион (8): 1921, 1922, 1923, 1924, 1925, 1928, 1929, 1931
- Купа на Северна Германия:
  -  Носител (1): 1926